# Masamichi Katayama
Masamichi Katayama (片山 正通?, Katayama Masamichi; Okayama, 24 agosto 1966) è un architetto e arredatore giapponese, fondatore dell'agenzia di interior design Wonderwall Inc. e professore all'Università d'arte Musashino.

## Biografia
Katayama è nato nella città giapponese di Okayama, dove viveva sopra al negozio di mobili di suo padre. Su consiglio di quest'ultimo comincia a studiare architettura d'interni a Osaka, dove si diploma nel 1987. Si trasferisce quindi a Tokyo, culla di designer e architetti emergenti, nel pieno della bolla speculativa giapponese. Nella capitale lavora per varie aziende di interior design, finché non fonda, nel 1992, la sua azienda H. Design Associates insieme al designer Tsutomu Kurokawa. Inizialmente impegnato nella creazione di mobili, la svolta per Katayama avviene quando il designer di moda Nigo gli commissiona la realizzazione degli interni della sua boutique Nowhere, completata nel 1998. Continua a lavorare per Nigo negli anni seguenti, progettando la maggior parte dei negozi del brand streetwear da lui fondato A Bathing Ape, compresi il salone di bellezza BAPE CUTS, il bar BAPE CAFÉ!?, la mostra BAPE GALLERY, il concept store Foot Soldier e il set del concerto Bape Heads Show.
Dal 2011 è professore di architettura d'interni presso il dipartimento di scenografia, display e design della moda dell'Università d'arte Musashino.

## Wonderwall

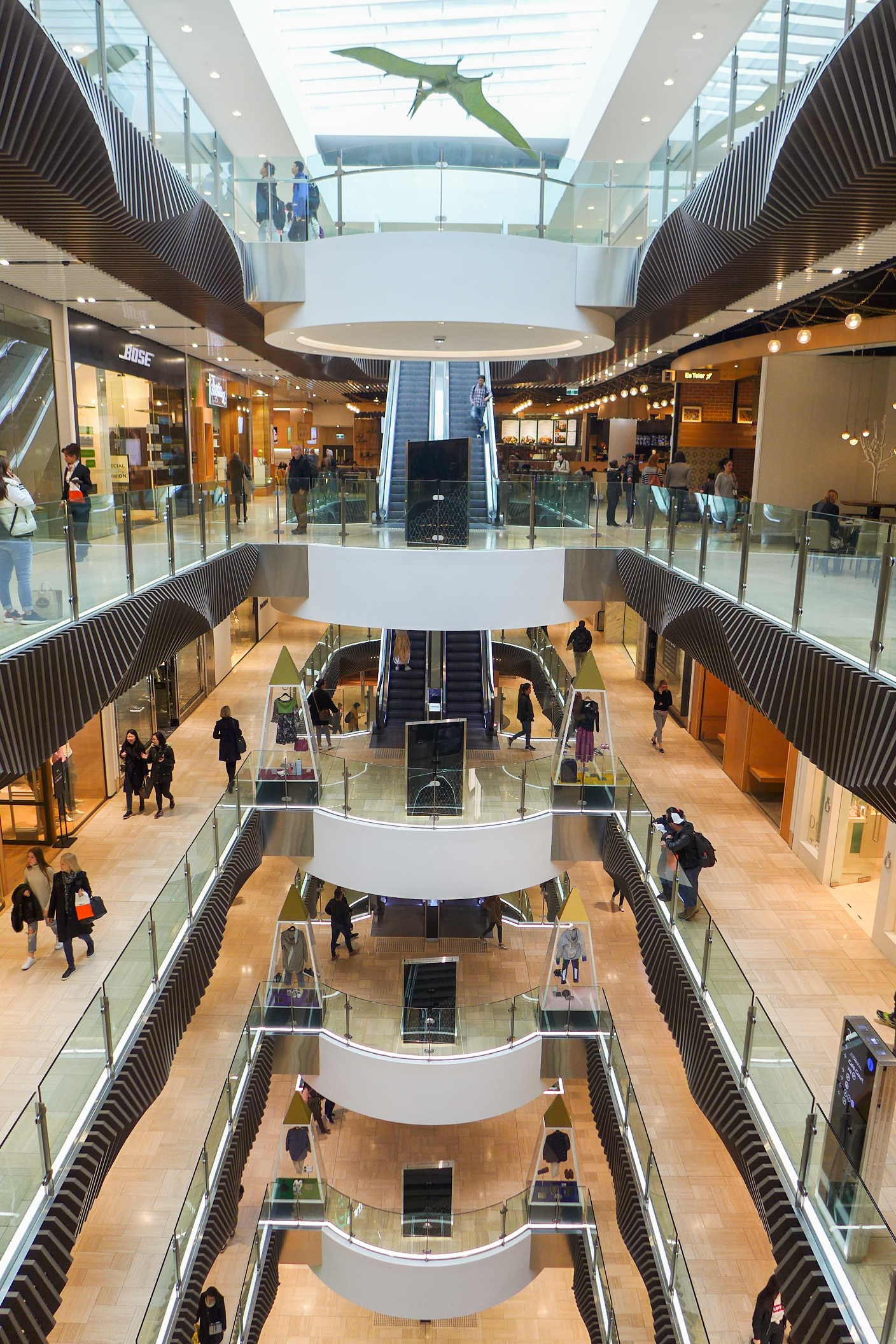
L'Emporium Melbourne

Nel 2000 fonda l'agenzia di interior design Wonderwall Inc., con sede nel distretto di Aoyama a Tokyo, che ancora oggi opera. Lo studio è noto per creare spazi innovativi e futuristici, ma soprattutto basati sull'identità e le necessità del cliente.
Negli anni Katayama e il suo studio si sono distinti soprattutto nel campo della moda e dello shopping, lavorando con marchi come A Bathing Ape, Nike, Colette, Diesel, OVO, Ambush, United Arrows, Ice Cream, Marc Jacobs, A.P.C., e altri.
Collaboratore di lunga data del designer di moda Nigo, oltre ai numerosi negozi del suo brand A Bathing Ape, per lui ha progettato il ristorante Curry Up e la piccola boutique Store by Nigo. Grazie a Nigo ha conosciuto e lavorato con il musicista Pharrell Williams e l'artista Kaws, di cui ha realizzato la prima boutique OriginalFake a Tokyo e lo studio a Brooklyn.
Ha progettato numerosi negozi della catena di abbigliamento Uniqlo, tra cui il primo nel 2006 a New York, poi a Londra, Parigi, Tokyo, San Francisco, Shanghai e Berlino.
Oltre ai negozi, si è dedicato anche a ristoranti, hotel e centri commerciali. Tra i grandi magazzini, Printemps di Parigi, IAPM di Shanghai, MixC di Shenzhen, Westfield di Sydney e l'Emporium di Melbourne, completato nel 2014 e inserito tra i "9 centri commerciali dal miglior design al mondo" di Architectural Digest.

## Premi e riconoscimenti
- Interior Design Firm of the Year ai The Great Indoors Award (2007)[14]
- The 100 Most Creative People In Business di Fast Company (2009)[15]
- The Business of Fashion 500 (2013)[16]
- Frame Awards Lifetime Achievement Award (2020)[17]